# 山口市中心商店街

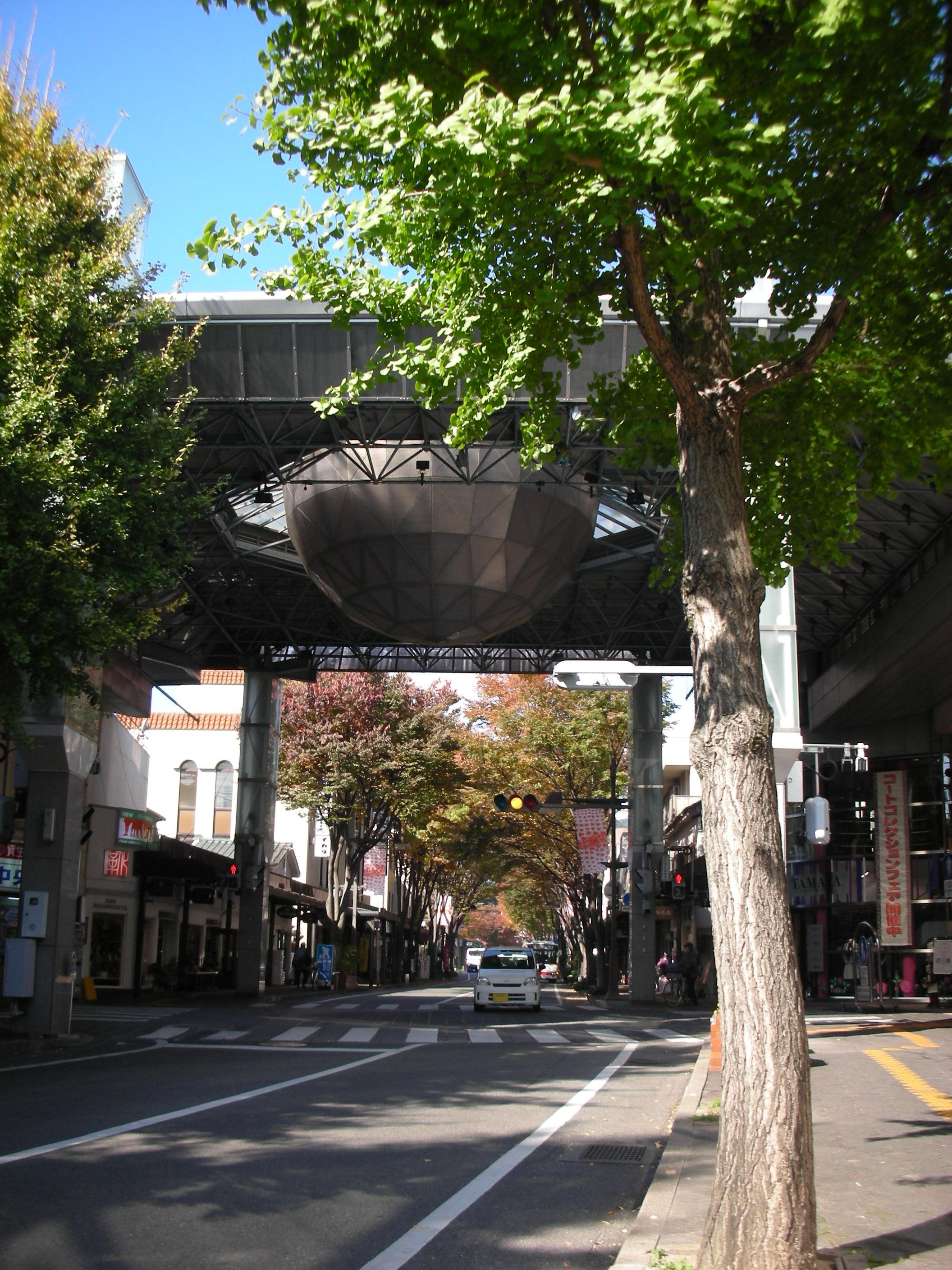
米屋町商店街と道場門前商店街をつなぐ「魔法の屋根」

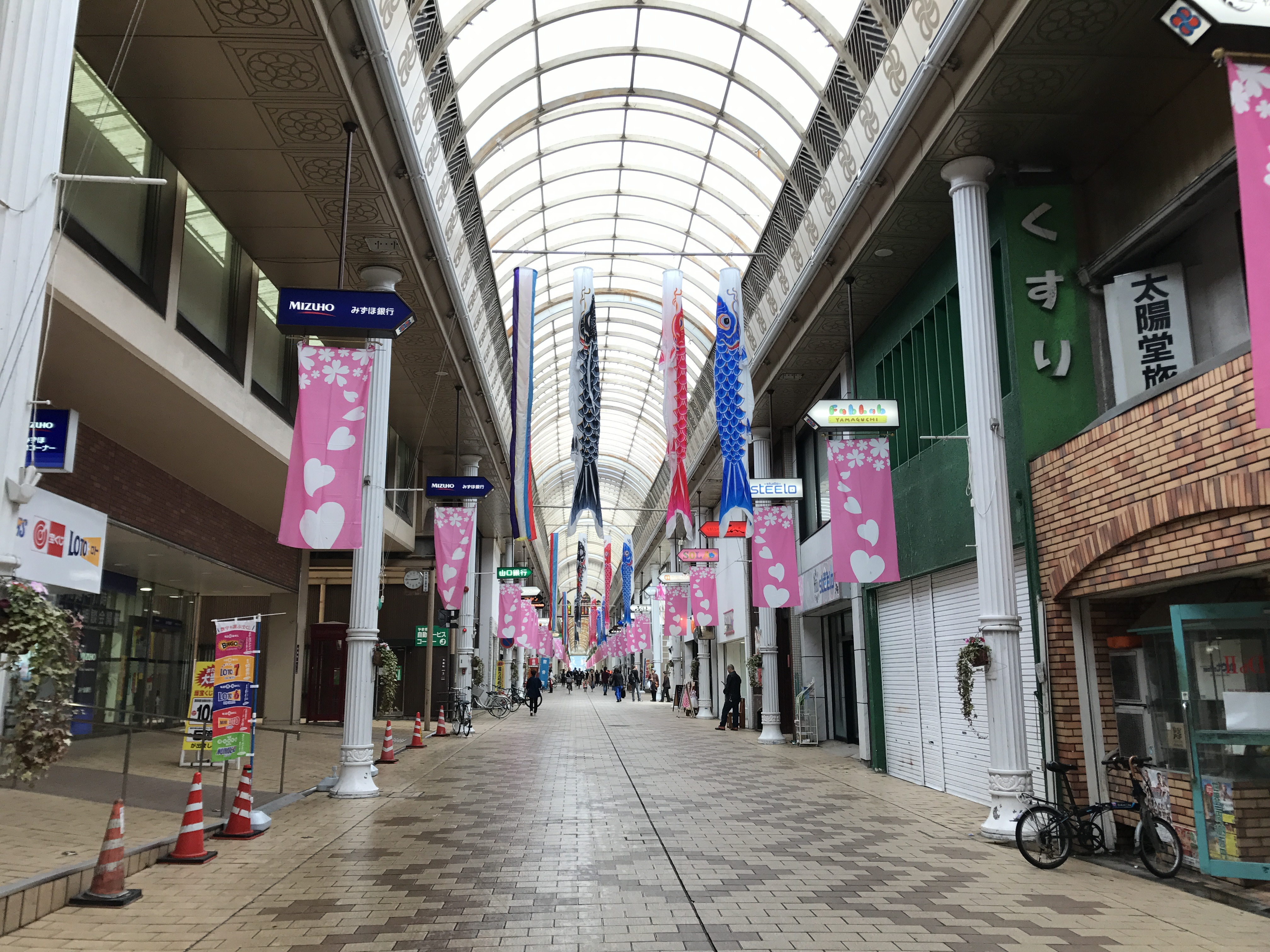
米屋町商店街

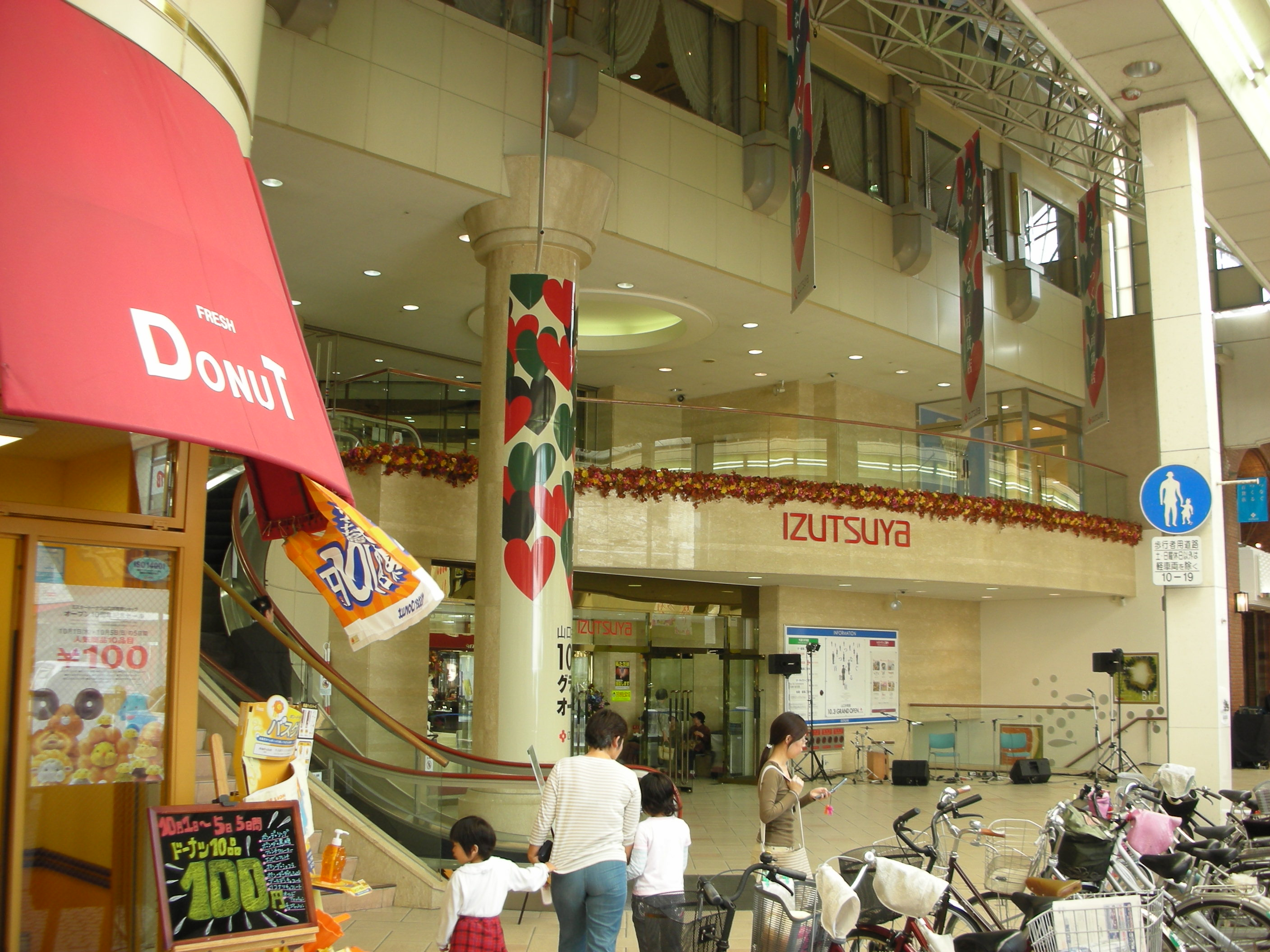
中市商店街にある山口井筒屋

山口市中心商店街（やまぐちしちゅうしんしょうてんがい）は、山口県山口市にある商店街と、その名前と同名の連合会組織である。
250以上の店舗が集約されており、空き店舗率も10%台前半程度を前後している。
歴史も古く、各商店街の名前のルーツは南北朝時代までさかのぼっており、山口三大祭と言われる山口祇園祭、山口七夕ちょうちんまつり、山口天神祭の3つのお祭りはこの商店街を舞台にしている。
萩往還と石州街道の影響もあり、参勤交代や明治維新の陰の舞台としても存在した。

## 概要
以下の7つの商店街が複合的に集まっている状態であり、実質的に一帯となった商業空間を成している。
- 西門前商店街（にしもんぜん、商店街組合は本町商店街）
  - アーケードの一番西側にあり道場門前、米屋町に比べると核になる施設が無いため若干人通りが少なくなる。
- 道場門前商店街（どうじょうもんぜん）
  - 通称『道門』（どうもん）。核施設のコープやまぐちや、無印良品、下関大丸の小型店舗である大丸リブレなどがある。2009年3月に「新・がんばる商店街77選」に選ばれた。コープやまぐちのあった場所には、戦国時代には日本で最初にクリスマスのミサが行われた大道寺の跡や幕末西郷隆盛や大久保利通、小松清廉、木戸孝允など薩長要人の会談場所があった。レノファ山口のアンテナショップもこの商店街にある。
- 米屋町商店街（こめやちょう）
  - 山口市唯一の都市銀行みずほ銀行やファッション専門店のエムラなどがある。みずほ銀行前はイベント会場になることが多い。
- 中市商店街（なかいち）
  - 山口井筒屋をはじめ、銘菓舌鼓の山陰堂、中市コミュニティホールNacなどがある。また、アルビ跡地に「マルシェ中市」が2011年4月21日にオープンし、川端市場や山口公設市場が移転した。
- 大市商店街（おおいち）
  - アーケードが無く一番東にあるため、人通りは少なくなる。
- 駅通り商店街（えきどおり）
  - 近年は若者向けの店の出店が目立っている。
- 新町商店街（しんまち）
  - 米屋町バス停があり湯田温泉、防府方面バスが発着する。歩道には屋根が付いており雨でも濡れる事は無い。以前は西日本銀行山口支店もあった。

このうち、西門前 - 道場門前 - 米屋町 - 中市の各商店街は東西に延びる約700mの一連のアーケード内にあり、中市商店街の東に大市商店街（アーケードの外だが一連の通り沿い）が、南北に延びる県道山口秋穂線沿い（アーケードとは道場門前と米屋町の間で交差）に駅通り（アーケード南側）と新町（アーケード北側）の各商店街が連なっている。
中心市街地の衰退に伴って生じた空き店舗を利用して、山口市市民活動支援センター『さぽらんて』、育児支援交流スペース『てとてと』、アンテナショップ『名産店やまぐちさん』などの特色ある施設が見られる。かつては山口市唯一の百貨店である『ちまきや』が中市商店街に出店していたが2008年8月末で閉店、ほかサティやダイエーも出店していたが、いずれも1998年に撤退している。現在ダイエー跡には生活協同組合コープやまぐちが出店し、ちまきや跡には『山口井筒屋』が2008年10月3日に開店した。
近年は空き店舗も減少しており、山口県下では有数の空き店舗が少ない商店街である。
現在、7つの各商店街はそれぞれ独自に商店街組織を構成しており、中心商店街全体を指す商店街組織として「山口市商店街連合会」という組織が設立されている。
山口商工会議所を中心に「山口市中心市街地活性化協議会」が設立された後、より一体的な活性化を模索している状況にある。
山口ケーブルビジョンで放映された「CP戦士ぶちエージャー」（現在は終了）のロケ地。

## イベント

### 春
- 春の桜まつり（3月中旬）
  - 道場門前商店街が一斉に行う春の大売出し
- GWイベント（5月GW期間中）
  - 道場門前商店街がGWに行うイベント

### 夏
- 山口祇園祭（7月20日 - 27日）
- 山口七夕ちょうちんまつり（8月6日・7日）
- 結人祭（9月中旬）
  - 山口大学と山口県立大学の学生が、商店街と行うステージイベント

### 秋
- ハロウィン仮装パレード＆コンテスト（[11月上旬]）
- HOLA! やまぐちスペインフィエスタ（[11月上旬]）
  - 山口県と山口市が「フランシスコ・ザビエル」の故郷であるスペイン・ナバラ州パンプローナ市と姉妹都市提携を結んでいることから、「スペイン」をキーワードに、山口市中心商店街で開催される。
- 山口天神祭（11月23日）
- えびすまつり（11月）
  - 中市商店街、道場門前商店街、西門前商店街が行う秋の売出し

### 冬
- 冬の山口デー（12月中旬）
  - 山口でクリスマスのミサが行われたことから、明治時代から行われている商店街の大売り出し。

### その他
- 職場体験（年に2回程度）
  - 07サークル・セブンと言われる商店街の若手有志からなる任意団体と地域の大学生が協力して行う、小学生を対象にした商店街の実在のお店で行われるお仕事体験イベント。2010年から行われている。参加した小学生にはお給料として「商品券」が配布され、その期間のみ使用できる。
- 山口街中を活用した販売促進イベント（不定期）
  - 山口市中心商店街のポータルサイト「山口街中」を活用した取り組み。

## 交通

### 鉄道
最寄り駅はJR西日本山口線山口駅。駅正面を北上するとそのまま駅通り商店街となる。

### バス
新町商店街沿いの米屋町バス停が商店街全体の最寄りとなる。山口市内を運行する路線バス（防長交通・中国JRバス防長線）が停車するほか、山口市内を発着する高速バスの主要停留所（『山口米屋町』バス停）となっており、山口市における交通拠点の一つとなっている。
米屋町バス停に停車する各バス（防長交通の高速バスを除く）は山口駅を経由する。
米屋町バス停に停車する路線バス
- 中国JRバス防長線
  - 山口駅・大内・防府方面
  - 県庁・湯田温泉・山口大学方面
  - 秋吉台・秋芳洞・美祢方面
  - はぎ号萩方面
- 防長交通
  - 旧徳地町方面
  - 仁保方面
  - 防府・周南方面（快速）
- 山口市コミュニティバス
  - 大内ルート（菅内行き・香山公園五重塔前行き）

米屋町バス停に停車する高速バス
- 大阪行き（ふくふく大阪号、カルスト号）
- 福岡行き（福岡・山口ライナー）
- 周南・広島行き
- 小月・長府・下関行き

また、山口井筒屋北の県道宮野大歳線沿いには西京橋バス停（かつては「西京橋ちまきや前」を名乗っていた時期もある）があり、こちらは防長バスの山口市内線（新山口駅 - 湯田温泉 - 宮野方面）の大半と東京行き高速バス「萩エクスプレス」が停車する。

### 自家用車
自家用車利用の多い山口市近郊の交通事情を反映し、周辺の9つの民間駐車場と提携しており、商店街での利用額に応じて駐車料金の割引が受けられるようになっている。